# Manfred Kokot
Manfred Kokot (n. 3 ianuarie 1948, Templin, Brandenburg, Germania) este un atlet ce a reprezentat Republica Democrată Germană, medaliat olimpic. A participat la 2 ediții ale Jocurilor Olimpice (1972, 1976) în care a câștigat o medalie de argint în proba de 4x100 m.

## Palmares
| An   | Competiție                   | Locație                      | Loc | Eveniment | Note  |
| ---- | ---------------------------- | ---------------------------- | --- | --------- | ----- |
| 1971 | Campionatul European în sală | Sofia, Bulgaria              | 3   | 60 m      | 6,8   |
| 1971 | Campionatul European         | Helsinki, Finlanda           | 20  | 100 m     | 10,78 |
| 1972 | Jocurile Olimpice            | München, Germania de Vest    | 19  | 100 m     | 10,44 |
| 1972 | Jocurile Olimpice            | München, Germania de Vest    | 5   | 4x100 m   | 38,90 |
| 1973 | Campionatul European în sală | Rotterdam, Olanda            | 2   | 60 m      | 6,66  |
| 1974 | Campionatul European în sală | Göteborg, Suedia             | 2   | 60 m      | 6,63  |
| 1974 | Campionatul European         | Roma, Italia                 | 3   | 4x100 m   | 38,99 |
| 1976 | Jocurile Olimpice            | Montréal, Canada             | 2   | 4x100 m   | 38,66 |
| 1977 | Cupa Mondială                | Düsseldorf, Germania de Vest | 2   | 4x100 m   | 38,57 |
| 1978 | Campionatul European         | Praga, Cehoslovacia          | 2   | 4x100 m   | 38,78 |